# Sussaba flavopicta
Sussaba flavopicta là một loài tò vò trong họ Ichneumonidae.